# Jonathan Aspas
Jonathan Juncal Aspas (Moaña, 28 febbraio 1982) è un ex calciatore spagnolo, di ruolo centrocampista.
È fratello di Iago Aspas, anch'egli calciatore nelle file del Celta Vigo.

## Caratteristiche tecniche
Centrocampista di fascia in gioventù, è stato saltuariamente impiegato anche nel ruolo di terzino destro. Nel suo periodo in Italia ha giocato anche come mezzapunta o come mezzala, mentre sul finire di carriera è stato schierato come regista e, in caso di emergenza, come difensore centrale.

## Carriera

### Club

#### Celta Vigo
La sua carriera comincia nelle giovanili del Celta Vigo nel 1998. Dopo tre campionati disputati con la squadra "B", esordisce in prima squadra il 23 novembre 2003 contro l'Athletic Bilbao. Nella stagione di esordio disputa 3 partite, che diventano 25 in quella successiva (in Segunda Division) sotto la guida di Fernando Vazquez. Riconfermato anche nella stagione 2006-2007, esordisce in Coppa UEFA contro il Benfica, realizzando anche un gol contro lo Spartak Mosca. Tuttavia, dopo l'arrivo di Hristo Stoichkov sulla panchina del Celta, viene relegato ai margini della prima squadra, e alla fine del campionato, in scadenza di contratto, lascia la formazione spagnola. In quattro anni colleziona 64 presenze e 3 reti.

#### Le esperienze in Italia e Belgio
Dopo un provino in Israele, nell'ottobre 2007 arriva in Italia con il Piacenza, militante in Serie B. Nella formazione emiliana viene utilizzato da Mario Somma come alternativa a Matteo Serafini e Zlatko Dedič nel ruolo di mezzapunta, collezionando 19 presenze e 2 reti. Viene riconfermato per la stagione successiva da Stefano Pioli, che lo impiega come jolly in vari ruoli di centrocampo e attacco. Alla fine della stagione 2008-2009, in scadenza di contratto, lascia la formazione emiliana e si accasa al R.E. Mouscron, nella massima serie del campionato belga. L'esperienza dura però pochi mesi: a fine dicembre la società fallisce, e i giocatori si svincolano.

#### Il finale di carriera
A gennaio 2011 viene acquistato a parametro zero dall'AE Paphou, squadra militante nella prima divisione cipriota. A fine stagione si trasferisce all'Alki Larnaca, sempre nella massima serie cipriota, dove rimane per due stagioni. Nel 2014 torna in Spagna con il Racing Club de Ferrol, partecipante al campionato di Segunda División B.
Rimasto svincolato, nell'estate 2015 torna a Piacenza firmando per il Pro Piacenza, squadra partecipante al campionato di Lega Pro. Nel 2018 viene ingaggiato dal Nibbiano & Valtidone, dove resta per due stagioni di Eccellenza, mentre nel 2020 passa alla Bobbiese in Promozione.

## Statistiche

### Presenze e reti nei club
| Stagione            | Squadra             | Campionato          | Campionato | Campionato | Coppe nazionali | Coppe nazionali | Coppe nazionali | Coppe continentali | Coppe continentali | Coppe continentali | Altre coppe | Altre coppe | Altre coppe | Totale | Totale |
| Stagione            | Squadra             | Comp                | Pres       | Reti       | Comp            | Pres            | Reti            | Comp               | Pres               | Reti               | Comp        | Pres        | Reti        | Pres   | Reti   |
| ------------------- | ------------------- | ------------------- | ---------- | ---------- | --------------- | --------------- | --------------- | ------------------ | ------------------ | ------------------ | ----------- | ----------- | ----------- | ------ | ------ |
| 2007-2008           | Piacenza            | B                   | 19         | 2          | CI              | 0               | 0               | -                  | -                  | -                  | -           | -           | -           | 19     | 2      |
| 2008-2009           | Piacenza            | B                   | 30         | 2          | CI              | 1               | 0               | -                  | -                  | -                  | -           | -           | -           | 31     | 2      |
| Totale Piacenza     | Totale Piacenza     | Totale Piacenza     | 49         | 4          |                 | 1               | 0               |                    | -                  | -                  |             | -           | -           | 50     | 4      |
| 2009-gen. 2010      | E. Mouscron         | PL                  | 15         | 2          | CB              | 0               | 0               | -                  | -                  | -                  | -           | -           | -           | 15     | 2      |
| gen.-giu. 2011      | AEP Paphos          | AK                  | 5+6        | 0          | CC              | -               | -               | -                  | -                  | -                  | -           | -           | -           | 11     | 0      |
| 2011-2012           | Alkī Larnaca        | AK                  | 24+4       | 0          | CC              | 4               | 0               | -                  | -                  | -                  | -           | -           | -           | 32     | 0      |
| 2012-2013           | Alkī Larnaca        | AK                  | 20+4       | 3          | CC              | 0               | 0               | -                  | -                  | -                  | -           | -           | -           | 24     | 3      |
| Totale Alkī Larnaca | Totale Alkī Larnaca | Totale Alkī Larnaca | 44+8       | 3          |                 | 4               | 0               |                    | -                  | -                  |             | -           | -           | 56     | 3      |
| 2014-2015           | Racing Ferrol       | SDB                 | 27+3       | 0          | CR              | 2               | 0               | -                  | -                  | -                  | -           | -           | -           | 32     | 0      |
| 2015-2016           | Pro Piacenza        | LP                  | 28+2       | 0          | CI-LP           | 2               | 0               | -                  | -                  | -                  | -           | -           | -           | 32     | 0      |
| 2016-2017           | Pro Piacenza        | LP                  | 35         | 0          | CI-LP           | 1               | 0               | -                  | -                  | -                  | -           | -           | -           | 36     | 0      |
| 2017-2018           | Pro Piacenza        | C                   | 32         | 0          | CI+CI-C         | 1+0             | 0               | -                  | -                  | -                  | -           | -           | -           | 33     | 0      |
| Totale Pro Piacenza | Totale Pro Piacenza | Totale Pro Piacenza | 95+2       | 0          |                 | 4               | 0               |                    | -                  | -                  |             | -           | -           | 101    | 0      |
| Totale carriera     | Totale carriera     | Totale carriera     | 254        | 9          |                 | 11              | 0               |                    | -                  | -                  |             | -           | -           | 265    | 9      |